# Утиное конфи

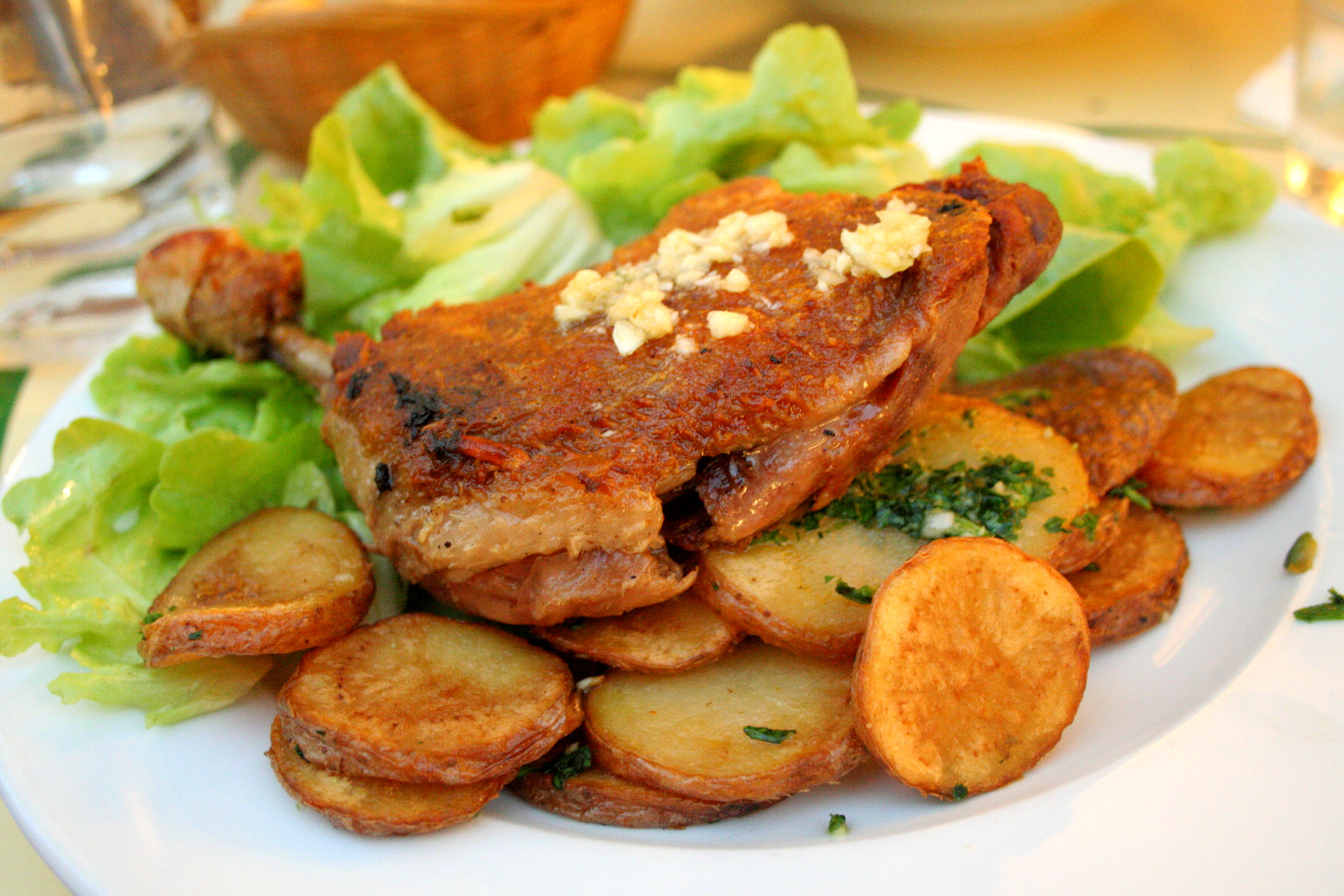
Утиное конфи из Café du Marché в Париже

Ути́ное конфи́ (также утка конфи) — блюдо французской кухни: утиные ножки, приготовленные методом конфи (медленное, до 3-4 часов, томление в жире). Считается характерным блюдом гасконской кухни.
Как и другие виды конфи, блюдо возникло как народный способ длительного хранения мяса в отсутствие холодильников, и не имело широкого распространения до последней четверти XX века. Томас Келлер вспоминает, что ещё в начале 1980-х в Нью-Йорке повара готовили утиные грудки для посетителей, а из ножек делали утиное конфи — для себя.
Традиционный рецепт использует утиный жир, что имеет смысл для длительного хранения, так как утиный жир при комнатной температуре застывает, сохраняя мясо в стерилизованном воскоподобном слое. Если конфи готовится с целью скорого употребления, для его приготовления годится практически любой жир (например, оливковое масло).